# Bruno Ackermann
Bruno Ackermann, né le 4 octobre 1957 à Sydney, est un écrivain et enseignant vaudois.

## Biographie
Bruno Ackermann entreprend des études de lettres à Lausanne et des études d'histoire à Paris. Auteur d'une thèse, Denis de Rougemont, une biographie intellectuelle en deux volumes, il consacre ses recherches à l'histoire des intellectuels au XXe siècle. 
Il est lauréat du Prix Folloppe en 1986. 

## Publications
Denis de Rougemont. Une biographie intellectuelle, Genève, Labor et Fides, 1996, 2 vol., 1278 p.
t. I De la révolte à l’engagement. L’intellectuel responsable.
t. II Combats pour la liberté. Le Journal d’une époque.
Denis de Rougemont. De la personne à l’Europe, Lausanne, L’Âge d’Homme, 1999, 204 p.
En 1985, Bruno Ackermann publie également un recueil de poèmes, La demeure des heures de peine. 

## Sources
- « Bruno Ackermann », sur la base de données des personnalités vaudoises sur la plateforme « Patrinum » de la Bibliothèque cantonale et universitaire de Lausanne.
- Denis de Rougemont, de la personne à l'Europe, 4e de couverture
- Anne-Lise Delacrétaz, Daniel Maggetti, Écrivaines et écrivains d'aujourd'hui, 2002, p. 281-282.